# Michael Vick
Michael Vick (født 26. juni 1980 i Newport News, Virginia, USA)er quarterback for NFL-holdet Pittsburgh Steelers. Han spillede førhen for Atlanta Falcons, Philadelphia Eagles og New York Jets .
I år 2007 indrømmede Michael Vick, at havde været med til at arrangere hundeslagsmål. Han blev genindsat i ligaen i 2009 efter hans løsladelse og skrev den 13. august 2009 kontrakt med Philadelphia Eagles.

## Klubber
- Atlanta Falcons (2001–2006)
- Philadelphia Eagles (2009–2013)
- New York Jets (2014–2015)
- Pittsburgh Steelers (2015-)